# Bezzia pulverea
Bezzia pulverea är en tvåvingeart som först beskrevs av Daniel William Coquillett 1901.  Bezzia pulverea ingår i släktet Bezzia och familjen svidknott. Inga underarter finns listade i Catalogue of Life.